# AVIF
El formato de archivo de imagen AV1 (AVIF) es una especificación de formato de archivo de imagen para almacenar imágenes o secuencias de imágenes comprimidas AV1 en el formato de contenedor HEIF. Compite con HEIC, que usa el mismo formato de contenedor basado en ISOBMFF, pero HEVC para la compresión. La versión 1.0.0 de la especificación se finalizó en febrero de 2019.

## Características
AVIF soporta características como:
- High dynamic range (HDR).
- Profundidad de color de 8, 10 y 12 bits.
- Compresión sin pérdidas y compresión con pérdidas.
- Monocromo (alfa/profundidad) o multicomponentes.
- Cualquier espacio de color: gama de color amplia, ISO/IEC CICP y perfiles ICC.
- Submuestreo de crominancia 4:2:0, 4:2:2, 4:4:4.
- Grano de película.

## Apoyo
El 14 de diciembre de 2018, Netflix lanza las primeras imágenes AVIF de muestra. AVIF mostró mejor eficiencia de compresión que JPEG, mejor retención de detalles con menos artefactos y menos manchas de color, alrededor de los bordes duros en imágenes, texto y gráficos naturales. En noviembre de 2020, Netflix publicò imágenes de muestra con HDR con función de transferencia PQ y colores primarios BT.2020.

### Software

#### Navegadores web
- En agosto de 2020, se lanzó Google Chrome 85 para computadoras con compatibilidad completa con AVIF,[5] mientras que la compatibilidad con AVIF para Android llegó más tarde con Google Chrome 89.[6]
- En octubre de 2021, se lanzó Mozilla Firefox 93 con soporte AVIF predeterminado.[7] Mozilla había planeado habilitar AVIF de forma predeterminada en Firefox 86, pero retiró el cambio un día antes del lanzamiento.[8][9]
- WebKit agregó compatibilidad con AVIF el 5 de marzo de 2021. Safari para iOS 16 agregó compatibilidad con AVIF, iOS 16 fue publicado el 12 de septiembre de 2022.[10] macOS Ventura agregó compatibilidad con AVIF y Safari en macOS permite el formato.[11][12]

#### Visores de imagen
- XnView
- gThumb
- ImageMagick[13]
- El soporte de lectura AVIF está presente en IrfanView[14]

#### Reproductor multimedia
- VLC lee los archivos AVIF a partir de la versión 4, que aún está en desarrollo.[15]

#### Editor de imagen
- Paint.net agregó soporte para abrir los archivos AVIF en septiembre de 2019[16] y la capacidad de exporte para imágenes de formato AVIF en una actualización de agosto de 2020.[17]
- La conversión de formato por Colorist y los datos de imagen RAW de Darktable han lanzado el soporte y ofrecen las implementaciones de referencia de libavif.
- Se ha desarrollado una implementación del complemento GIMP que admite las API del complemento 3.x y 2.10.x. La importación y la exportación nativa de AVIF se agregó a GIMP en octubre de 2020.[18]
- Krita 5.0 lanzado el 23 de diciembre de 2021 ha agregado compatibilidad con AVIF. El soporte también incluye imágenes Rec.2100 HDR AVIF.[19][20]

#### Bibliotecas de software
- libavif : biblioteca portátil para codificar y decodificar archivos AVIF.
- libheif - ISO / IEC 23008-12: 2017 Decodificador y codificador HEIF y AVIF.
- SAIL : biblioteca independiente de formato con soporte AVIF implementado en libavif.

### Sistemas operativos
- Microsoft ha anunciado compatibilidad con la versión preliminar 19H1 de Windows 10, incluida la compatibilidad con el Explorador de archivos, Paint y varias API, junto con imágenes de muestra.
- Android 12, lanzado el 4 de octubre de 2021, agregó soporte nativo para AVIF, aunque no será el formato de imagen predeterminado para la aplicación de la cámara.
- AVIF es ampliamente compatible con las distribuciones de Linux. Con el lanzamiento de Libavif 0.8.0 en julio de 2020, que agregó un complemento GdkPixbuf, la compatibilidad con AVIF está presente en la mayoría de las aplicaciones GNOME / GTK.[21] KDE Frameworks agregó soporte AVIF a la biblioteca "KImageFormats" en enero de 2021, lo que permite que la mayoría de las aplicaciones KDE / Qt admitan la visualización y la exportación de imágenes AVIF.[22]

### Sitios web
- Cloudflare anunció la compatibilidad con AVIF en una publicación de blog el 3 de octubre de 2020.[23]
- Vimeo anunció su apoyo a AVIF en una publicación de blog el 3 de junio de 2021.[24]

### Lenguajes de programación
- PHP tiene soporte AVIF en su extensión GD desde la versión PHP 8.1.[25]

### Otro
- ExifTool admite el formato AVIF para leer y escribir EXIF desde v11.79.